# Le Monastier-sur-Gazeille
 Le Monastier-sur-Gazeille  es una población y comuna francesa, situada en la región de Auvernia, departamento de Alto Loira, en el distrito de Le Puy-en-Velay. Es el chef-lieu y mayor población del cantón de Le Monastier-sur-Gazeille.

## Demografía
| 2085 | 2085 | 1966 | 1911 | 1828 | 1734 |
| Para los censos de 1962 a 1999 la población legal corresponde a la población sin duplicidades (Fuente: INSEE [Consultar]) |      |      |      |      |      |